# Pachystroma longifolium
Pachystroma longifolium är en törelväxtart som först beskrevs av Christian Gottfried Daniel Nees von Esenbeck, och fick sitt nu gällande namn av Ivan Murray Johnston. Pachystroma longifolium ingår i släktet Pachystroma och familjen törelväxter. Inga underarter finns listade i Catalogue of Life.